# 車両通行帯
車両通行帯（しゃりょうつうこうたい）とは、日本における交通法規の用語の一つ。車両が道路の定められた部分を通行するようにするために、白線などの道路標示によって示されている帯状の部分をいう。車線やレーンともいう。ただし、車線と呼ぶ場合は特に道路構造令における「車線」を指し、正式に公安委員会の指定が行われていない車線を含むこともある。

## 車両通行帯の定義
道路交通法では、車両通行帯は次のように定義されている。
- 車両が道路の定められた部分を通行すべきことが道路標示により示されている場合における当該道路標示により示されている道路の部分をいう（道路交通法第2条第1項第7号）。

ここでいう道路標示は、道路標識、区画線及び道路標示に関する命令（以下、標識令）別表第6において「規制標示 車両通行帯109一(1)(2) 及び109二」として規定されている（道路交通法第4条第5項、標識令第10条）。車両通行帯は、都道府県・各方面公安委員会（以下、単に「公安委員会」）が道路標示として設置出来るとなっており（道路交通法4条1項）、その設置に当たっては、道路の左側に2以上の車両通行帯を設けること等の要件がある（道路交通法施行令第1条の2第4項第1 - 3号）。
片側一車線の道路は車両通行帯が存在しない道路と呼ばれる。
なお車両通行帯の幅員は、3m以上（道路及び交通の状況により特に必要があると認められるとき、又は道路の状況によりやむを得ないときは、1m以上3m未満）とすることとなっている（道路交通法施行令第一条の二第四項第三項）。

### 車両通行帯の指定が行われていないことで取締りが無効となったケース
以上のように、車両通行帯は公安委員会が道路標示として指定するものであり、道路標示は公安委員会が設置、管理する事により初めて法的効力を有するものとされる。よって、公安委員会により「規制標示 車両通行帯109」として指定されていないものは、車両通行帯に関する法令が適用されない。
道路上に設置される白線等には、公安委員会が設置するものだけでなく、道路管理者が交通の流れを適切に誘導する目的で設置する区画線も存在するが、これらは標識令第7条において、道路の境界を示す区画線である「車道中央線101」および「車道外側線103」（歩道の設けられていない道路に限る）については道路標示の「中央線406」および「路側帯108」としてみなすこととされている。逆に言えば、それ以外の区画線については道路標示とみなすこととされているわけではない。
従って、外観上は公安委員会設置の「規制標示 車両通行帯109」と区別が付かないが、公安委員会の指定を受けずに道路管理者が交通の流れを適切に誘導する目的で区画線として設置する車線境界線（車線境界線102、標識令第6条、別表第4）や、公安委員会が「四車線以上の道路の区間内の車線の境界であること」を指示する道路標示「指示標示 車線境界線206」（標識令別表第6）を根拠として設置された車線の区画線も、標識令第7条において車両通行帯とみなすこととはされていないことになる。
外観上は片側複数車線でも、公安委員会による「規制標示 車両通行帯109」としての指定要件を欠いて、単なる白線で区切っただけでは車両通行帯のある道路として扱われない。通常は公安委員会の指定がなければ道路標示を設置することは不可能であるが、実際には前述のように交通を誘導する目的等で道路管理者等が公安委員会の指定を受けずに区画線を設置し片側二車線以上となりながら、さらにその後も公安委員会の車両通行帯の指定が行われず、片側一車線の道路に法的に意味のない白線が引かれた状態でそのまま放置されていることもある。
これらの車線境界線のある道路は外観が車両通行帯境界線と同一であっても、公安委員会の指定がなければ法的には意味のない単なる白線であり、片側一車線の道路と同じ通行方法である道路交通法第18条の車両通行帯の設けられていない道路における通行区分に従うこととなるため、原付の第一通行帯通行や追越車線などの車線に関する様々な規定は一切適用されず、車線をまたがって通行したり、理由なく最も右側の通行帯を通行したとしても通行帯違反などの違反は成立しないが、車両通行帯の指定が行われればその時点で白線が法的効力を持ち、違反が成立するようになる。もっとも、公安委員会の指定がない白線で法的には片側一車線の道路であっても道路交通法18条のキープレフトの原則（左寄り通行）に従うことになるため、おおむね左側の車線の部分を通行しなければならないことになる。したがって、右側の車線を理由なく通行できるのは、公安委員会が車両通行帯の指定を行った上で、当該車種に対する車両通行区分を設けた場合に限られる。実際上において混乱をさけるため、道路管理者と公安委員会の事前の協議が必要であるとされる。
なお、進路変更禁止の黄色の実線（規制標示102の2）、特定の車種についての車両通行区分や路線バスや自転車などの専用・優先通行帯等（規制標識327 - 327の6、規制標示109の3 - 109の8）、交差点で進行する方向を指定する進行方向別通行区分（規制標識327の7A - D、規制標示110）のように、車線に法的効力を持たせる必要がある規制を行う際は同時に公安委員会による「規制標示 車両通行帯109」に指定されていることが前提となる。原動機付自転車の二段階右折を行うべき多通行帯道路（車両通行帯が3以上設けられている一定の道路）も同様である。（道路交通法第34条第5項）。
公安委員会による意思決定がない道路は車両通行帯の効力を持たないので、外観上は車両通行帯と同一であっても通行帯違反などの違反は成立しない。片側二車線以上の道路であることを公安委員会に報告し忘れたり、公安委員会の指定を受けずに外観上片側二車線以上となるような区画線が設置され、さらにその後も公安委員会による車両通行帯の指定が行われずそのまま放置されているような場合、車線をまたがって通行したり、理由なく最右通行帯を通行したり、あるいは原付で第一通行帯以外の車線または車線の白線の直上を通行したとしても違反は成立せず、通行帯違反の取締りは無効となる。
平成２７年６月８日 第二小法廷判決

本件道路は，…公安委員会による車両通行帯とすることの意思決定がされておらず，道路交通法２０条１項の「車両通行帯の設けられた道路」に該当しない。したがって，…法定の車両通行帯以外の車両通行帯を通行したとはいえず，罪とならない。
また、同様に車両通行帯でない道路は、外観上は原動機付自転車の二段階右折を行うべき多通行帯道路（車両通行帯が3以上設けられている一定の道路）と同一であっても、二段階右折をしなかった際に適用される交差点右左折方法違反は成立しない。車両通行帯は一般的には道路の相当区間に連続して設置されるものであるが、進行方向別通行区分の指定（道路交通法第35条第1項）として交差点の入り口のみに進行方向を区分するためにのみ設置された白線であっても、公安委員会が車両通行帯として意思決定をすれば、そこは「車両通行帯の設けられた道路」と解さざるを得ないとされる。
車両通行帯と車両通行帯の区切り（車両通行帯境界線）は、通常は白色の破線で標示されるが、進路変更禁止の道路標示は黄色の実線で標示されるため、この場合は実線となる。また、リバーシブルレーンにおける変移対象の車両通行帯境界線や、一部の自転車レーンと第二通行帯間の車両通行帯境界線は白色の実線で標示される。
車両通行帯は、同一方向にある通行帯数の左から第一通行帯、第二通行帯…と数える。特に、最も右側の車線は追越車線と呼ばれるが、一般道では道路管理者によってそのような呼び方がなされないことも多い（道路管理者の呼び方はどうあれ、最も右側の車線は追越車線であり、原則走行禁止）。

## 車線と車両通行帯
「車両通行帯」は道路交通法で用いられている用語であり、一般には、道路構造令第2条第5号で定義されている車線や「レーン」という言葉が日常的にも使用されているが、両者の意味は厳密には異なっている。
車両通行帯とは、道路中央線より左側（一方通行の道路では道路全体）の部分について、車両が走行すべき部分をさらに細かく区切るために設けられる道路標示なので、中央線が引かれているだけのいわゆる片側1車線道路や、中央線の無い道路、一方通行で車線境界線が無い道路、および外観上片側複数車線でも公安委員会の指定が行われていない道路は道路交通法においては「車両通行帯のない道路」と表現される。また、車両通行帯は片側の道路において指定されるものなので、数える場合は片側で数える。

一方、道路構造令における車線の数え方は、往復（両側）の合計で数えることになっており（第5条第2項、第3項など）、片側2車線の道路は4車線となり一方向のみの車線数で表されることはない。従って、中央線の無い道路は1車線となり、片側1車線道路・一方通行の2車線道路はいずれも2車線と呼ばれる。

## 車両通行帯による通行方法

### 法第20条第1項の通則
日本ではジュネーヴ交通条約に加盟した際に条約に適合するようキープレフトの原則が定められた。
車両は、車両通行帯のある道路においては、原則としては、車線数や一般道路か高速道路かに関わりなく、第一通行帯を通行すること、および追越しをするときは直近の右側の車両通行帯を通行しなければならないことが定められた（道路交通法第20条第1項）。追越しを行う場合などは二番目や三番目などの車線も通行可能であり、順次右側の車両通行帯を通行して追い越すというものである。
さらに、日本独自の規定として、1971年（昭和46年）に追加されたただし書により、自動車（小型特殊自動車および道路標識等で指定された自動車を除く）は、道路に第三通行帯以降の通行帯がある場合には、速度に応じて、最右通行帯（追越車線）の1つ左の通行帯までの間を通行することができる規定が追加された。この規定は自動車以外の車両（軽車両、原動機付自転車）および小型特殊自動車には適用されないため、これらの車両は改正後も追越しの場合などを除き第一通行帯を通行しなければならない。追越しを行う場合などは改正前と同様に二番目や三番目などの車線を通行することができるが、これらの車両は速度が遅いことから追越しで三番目などの車線を通行することは困難である。
すなわち、原則としては（通則）
- 軽車両、原動機付自転車及び小型特殊自動車は追越しの場合などを除き第一通行帯以外を通行することは出来ない
- 自動車（自動二輪車[注 4]を含む）は、第一通行帯の他、速度に応じて、最右通行帯以外の通行帯も走ることができる
- 最右通行帯（追越車線）は、追越しや右折等のために空けておく

ということである。
しかしながら、複数車線でも車両通行帯の指定がされていない場合もあり、その場合は白線に法的効力がなく、車両通行帯がない場合の通行方法が適用され、片側一車線の道路と同じように道路交通法第18条の車両通行帯の設けられていない道路における通行区分に従うこととなる。従って、この場合は車線をまたがって通行したり、理由なく最右通行帯を通行したとしても違反とはならないが、当然ながら車両通行帯の指定が行われればその時点でそのような行為は違反となる。もっとも、公安委員会の指定がない白線で法的には片側一車線の道路であっても道路交通法18条のキープレフトの原則（左寄り通行）に従うことになるため、おおむね左側の車線の部分を通行しなければならないことになる。したがって、右側の車線を理由なく通行できるのは、公安委員会が車両通行帯の指定を行った上で、当該車種に対する車両通行区分を設けた場合に限られる。
なお、車両は、1番目の車両通行帯であればどこを通っても良い。その理由は、法第18条第1項（キープレフトの原則）に、「車両通行帯の設けられた道路を通行する場合を除き…。」と規定しているからである。
そのため、交通の教則では自転車は左端に沿って通行することとされているものの、仮に自転車乗りが一番目の車両通行帯の右端側を通行したとしても、これを違反とすることはできない。この場合任意的手段として左端側に寄ることの指導を行いうるが、軽車両や原動機付自転車について問題があるときは、法20条2項により通行区分の指定をしなければならないこととされる（16訂版執務資料道路交通法解説P204）。
しかしながら、片側複数車線でも仮に公安委員会によって車両通行帯の指定が行われていなければ、自転車および特定小型原動機付自転車は左端に沿って通行しなければ間違った通行方法ということになる。
逆に、一般原動機付自転車などは、車両通行帯の指定が行われていれば1番目の車両通行帯であればどこを通ってもよく、車両通行帯の指定が行われていない場合はどの車線を通行しても、あるいは車線の白線の直上を通行したとしても違反とはならない。
また、車両通行帯の指定が行われていなければ、外観上片側複数車線でもトンネル内での追い越しや追い抜き（追い越すために進路を変えたり、前車の側方を通り過ぎる行為）はいずれも違反ということになる。（道路交通法第30条）

### 法第20条第1項の通則の例外（法第20条第3項）
法第20条第1項の通則は以下の場合には適用されない。
1. 追越しをする場合。追越しをする場合には、その通行している車両通行帯の1つ右側の通行帯を通行しなければならない（左側から追い越したり、道路の中央から右側にはみ出すことはできない）。
2. 交差点においてまたは道路外に出るために右左折する場合に、あらかじめ道路の左側端、中央または右側端に寄る場合[注 5]。
3. 交差点における進行方向別通行区分（後述）に従い通行する場合[注 5]。
4. 進路変更禁止の道路標示（黄色線）により進路変更ができないため通行する場合。
5. 緊急自動車に一時進路を避譲する場合。
6. 「道路の状況その他の事情によりやむを得ないとき」。駐停車車両や道路工事等を避ける場合が含まれると解される。
7. 駐車・停車が許されている場合において駐停車するため道路の左側端等に寄る場合。
8. 専用通行帯、車両通行区分、特定の種類の車両の通行区分、牽引自動車の高速道路等の通行区分など、または路線バス等優先通行帯の指定がある場合（後述の専用通行帯など参照）。

なお、法第20条第3項後段の規定により、車両通行帯がある道路で追越しをするときは、必ず現に通行している車両通行帯の直近の右側の車両通行帯を通行しなければならない。これは、追い越しをする車両は、完全に右側の通行帯に入って追い越しをしなければならないという意味であるから、同一の車両通行帯内での追い越しや右側の車両通行帯に車体の一部しか入ってない状態での追い越しは、法第20条第3項後段の違反となる（16訂版執務資料道路交通法解説P208）。
恒常的に混雑・渋滞している都市部の一般道路や渋滞時の高速道路などにおいては、必ずしも法規通りに守られていない現状もある。

### 緊急自動車など
緊急自動車、消防用車両および道路維持作業用自動車（以上、用務中のものに限る）、ならびにもつぱら交通の取締りに従事する自動車で内閣府令で定めるものは、車両通行帯に関する規制（第20条第1項通則、専用通行帯（各種）、車両通行区分（各種）、路線バス等優先通行帯など）の対象外である。

## 専用通行帯など
道路標識等によって、各々の車両通行帯につき、通行するべき車両、また通行するべきではない車両の種類を指定するもの。対象車両については、原則としては、法第20条第1項の通則は適用されない。また原則として、法第20条第1項の通則の例外となるような場合には、下記の専用通行帯などの規定もまた適用されず、その例外規則（各条）に従い通行することとなる。
（以下、道路交通法のほか道路標識、区画線及び道路標示に関する命令に適宜基づく）

### 専用通行帯

専用通行帯（327の4）

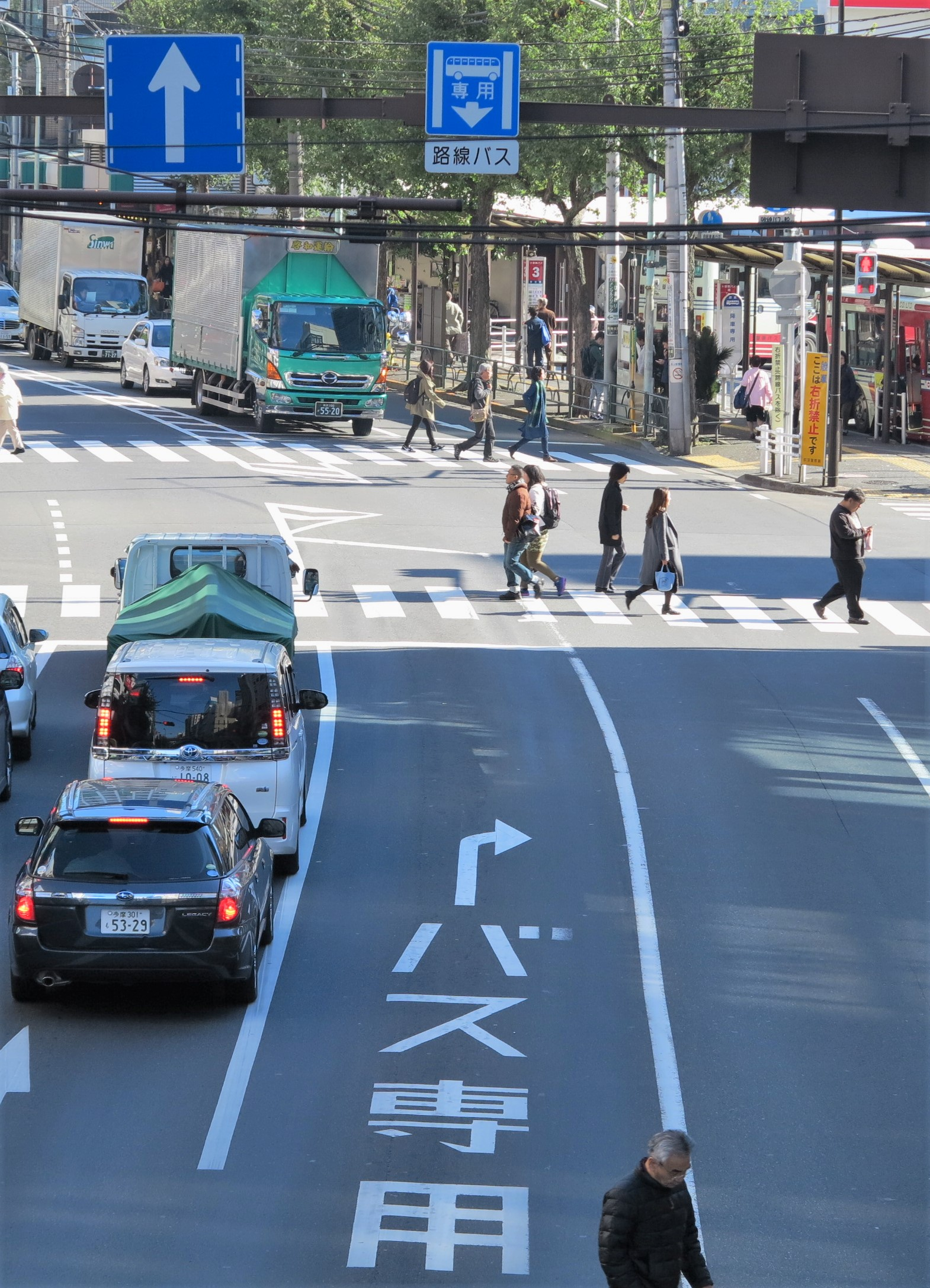
バス専用通行帯（杉並区）

専用通行帯の道路標識等（327の4、327の4の2（自転車専用のみ）、109の6）がある道路においては、道路標識等により指定された特定の種類の車両は、その指定された専用通行帯を通行しなければならない。ただし、追越しや右左折をする場合などはこの限りではない。
また、その特定の種類の車両以外の車両は、その専用通行帯以外の車両通行帯を通行しなければならない。ただし、自転車を含む軽車両、原動機付自転車および小型特殊自動車はこの限りではなく、他に道路標識等による指定がなければ法第20条第1項の通則に依然従うこととなる。
したがって、法第20条第1項の通則では、自動車は第一通行帯のほか速度に応じて最も右側以外の通行帯を通行でき、最も右側の通行帯は通行できないところ、専用通行帯が存在する場合は、専用通行帯は通行できず、逆に専用通行帯以外の全ての通行帯を通行できる。
路線バス専用通行帯や、二輪車専用通行帯が代表的な例である。また、近年では、自転車専用通行帯も増加している（後述）。
なお、第一通行帯として指定されている路線バス専用通行帯では、補助標識等により路線バスの他に「自二輪」を含めている場合が多い。また、第一通行帯として指定されている二輪車専用通行帯で「二輪（専用）」としている場合、自動二輪車も対象となる。道路標示により「二輪・軽車両（専用）」と標示されていることもある。
普通自転車以外の専用通行帯が設置されている場合、規制対象車両およびその他の車両（軽車両、原動機付自転車および小型特殊自動車を除く）には、法第20条第1項の通則は適用されない。また、左折のためにあらかじめ左側による場合など、法第20条第1項の通則の例外となるような場合には、専用通行帯の規制は適用されず、その例外規則（各条）に従い通行することとなる。

#### 普通自転車専用通行帯

普通自転車専用通行帯（327の4の2）

前述の特定の種類の車両の対象として、普通自転車を指定したもの。
普通自転車は、追越しの場合などを除き、その指定された専用通行帯を通行しなければならず、自動車・一般原動機付自転車（自動二輪車、小型特殊自動車も含む）はその専用通行帯以外の車両通行帯を通行しなければならない。なお、普通自転車以外の自転車やその他の軽車両、特定小型原動機付自転車はこの限りではなく、他に道路標識等による指定がなければ法第20条第1項の通則に依然従うこととなる。とはいえ、通常、普通自転車専用通行帯は車道の左端（＝第1車線）に設置されるので（すなわち、左端以外の車道部分に設けられる事例は確認されていない）、普通自転車以外の自転車やその他の軽車両、特定小型原動機付自転車も普通自転車専用通行帯を通行する事になる。
特定小型原動機付自転車及び軽車両以外の車両について、法第20条第1項の通則では、通常は一般原動機付自転車は第一通行帯を通行し、自動車で速度に応じる場合はそれに加えて最も右側以外の通行帯を通行でき、最も右側の通行帯はいずれも通行できないところ、第一通行帯に自転車専用通行帯が設置された場合、普通自転車専用の第一通行帯は通行できず、逆に第一通行帯以外の全ての通行帯を通行できる。
この場合、普通自転車およびその他の車両（軽車両を除く）について法第20条第1項の通則は適用されない。また、法第20条第1項の通則の例外となるような場合には、専用通行帯の規制は適用されず、その例外規則（各条）に従い通行することとなる。

### 車両通行区分

車両通行区分（327）

車両通行区分の道路標識等（327、109の3）により車両の通行の区分が指定された道路においては、車両は、その指定された区分に応じて、その指定された車両通行帯を通行しなければならない。ただし、追越しや右折の場合などに指定された車両通行帯よりも右側を通行することができ、左折をする場合などは左側の車両通行帯を通行することができる。
例えば速度の異なる車の順に従って左側の車線から軽車両、自動車、乗用車（自動車からさらに貨物車を除外）のような車両通行区分が設けられることがあり、このように指定された場合は、軽車両は第一車線を通行するが、追越しでは第二通行帯を、現実的ではないが、そこからさらに追越しをする場合は第三通行帯を通行することができる。乗用車以外の自動車は第二車線を通行するが、左折の目的で第一車線を通行することができ、追越しの目的で第三車線を通行することができる。乗用車は、第二・第三車線を通行することができるが、左折の目的で第一車線を通行することができる。
専用通行帯の道路標識等との違いは、道路の左側部分の各々の車両通行帯に対して、各々、車両の種類を指定する事である。
車両通行区分の規制対象車両には、法第20条第1項の通則は適用されない。また、法第20条第1項の通則の例外となるような場合には、車両通行区分の規制は適用されず、その例外規則（各条）に従い通行することとなる。

### 特定の種類の車両の通行区分

特定の種類の車両の通行区分（327の2）

特定の種類の車両の通行区分（327の2、109の4）の道路標識がある道路においては、道路標識等により指定された特定の種類の車両は、その指定された車両通行帯を通行しなければならない。ただし、追越しや右左折をする場合などはこの限りではない。
専用通行帯の道路標識等との違いは、道路標識等により指定された特定の種類の車両以外の車両に対しては何ら効力を及ぼさないことである。また、車両通行区分との違いは、複数の種類の車両に対する指定が行われないことである。
特定の種類の車両の通行区分の規制対象車両には、法第20条第1項の通則は適用されない。また、法第20条第1項の通則の例外となるような場合には、特定の種類の車両の通行区分の規制は適用されず、その例外規則（各条）に従い通行することとなる。
標識（327の2）で例示されている大型貨物自動車等（特定中型貨物、大型貨物、大型特殊自動車）を対象とするものが代表例であるが、他の車種を指定したり、補助標識（503-C）を付加し、大貨等に加え指定した最大積載量以上の貨物自動車も対象とすることなどができる。
代表的な設置として、道路交通法20条では第一通行帯以外は速度に応じて通行することとされているが、高速道路の制限速度100 - 120 km/hの片側三車線区間の中央車線を大型・特定中型貨物自動車の法定速度である90 km/hおよび大型特殊自動車の同80 km/h程度で走行する行為は一般に問題がある行為とはされていないことから、速度差が生じる可能性のある路線では大型貨物自動車等の第一通行帯の指定が行われることがある。
このような場合、大貨等は1971年（昭和46年）の改正で追加された法20条の但し書きの部分（その速度に応じ、その最も右側の車両通行帯以外の...）のみが否定されることになり、改正前と同様に第一通行帯を通行しなければならないことになる。つまり片側三車線以上の中央車線の通行方法が変化し、片側三車線であれば第三通行帯だけでなく、第二通行帯についても追越車線と同等の扱いとなり、追越しが終わった後は速やかに第一通行帯に戻らなければならない。追越しを行う場合などは二番目や三番目などの車線も順次通行可能であるが、速度が遅いことから追越しで第三通行帯を通行することは困難である。
ただし、法定速度80 km/hの三輪自動車やライトトレーラーはこの規制の対象外であるほか、最高で120 km/hの普通乗用車等でも追越し等の理由なく中央車線を80 km/h以下で通行する可能性もある。
この他にも、騒音、振動等の交通公害の防止を目的として、大型貨物自動車等を中央寄りの車両通行帯に指定する場合にもよく設置される。

### 牽引自動車の高速道路等の通行区分など

牽引自動車の高速自動車国道通行区分（327の3）

牽引自動車の自動車専用道路第一通行帯通行指定区間（327の6）

高速道路等における大型トレーラー等の重大事故の抑止のために導入された。
牽引自動車（重被牽引車牽引中のもの。以下同じ）は、高速自動車国道および自動車専用道路の本線車道においては、原則として本線車道の第一通行帯を通行しなければならない。ただし、高速自動車国道において牽引自動車の高速自動車国道通行区分（327の3、109の5）の道路標識等がある場合には、それが指定する車両通行帯を通行しなければならない。また、自動車専用道路においては、牽引自動車の自動車専用道路第一通行帯通行指定区間（327の6、109の8）の道路標識等がある区間に限られる。
また、この規制に該当する場合には、法第20条第1項の通則は適用されず、その通則の例外は4・5・6番のみが適用される（道路交通法第七十五条の八の二）。また、この規制限定で適用される例外は以下の通り。
1. 最低速度に達しない速度で進行している自動車を追い越す場合。追越しをする場合には、その通行している車両通行帯の1つ右側の通行帯を通行しなければならない（左側から追い越したり、道路の中央から右側にはみ出すことはできない）。
  - よって、牽引自動車は、本線車道において、最低速度に違反していない車両を追い越すために右側の通行帯に車線変更をする事はできず、そのまま前車に（安全な車間距離を保持して）後続しなければならない。ただし、登坂車線を通行する自動車を追い越す場合は、本線車道の最低速度に違反しない範囲で、本線車道の第一通行帯を使用しての追越しや追い抜きは可能である。

### 路線バス等優先通行帯

路線バス等優先通行帯（327の5）

路線バス等優先通行帯の道路標識等（327の5、109の7）の道路標識等（327の4、109の6）がある道路においては、路線バス等以外の自動車は、路線バス等優先通行帯を通行している時に、後方から路線バス等が接近してきたときは、路線バス等の運行を妨げないように、「できるだけ」速やかに進路変更をしてその通行帯の外に出なければならない。また、渋滞等により路線バス等優先通行帯の外に進路変更が出来なくなる可能性がある場合には、最初からその通行帯を通行してはならない。
規制の対象外である路線バス等自身、および自動車以外の車両（自転車を含む軽車両、原動機付自転車）は、路線バス等が接近しても第一通行帯たる路線バス等優先通行帯の外に出る必要はない。路線バス等優先通行帯のすぐ右側の通行帯を通行する自動車は第20条第1項の通則のうち、第一通行帯を通行すべきとする通則は適用されない。
路線バス専用通行帯との実質的な違いは、交通閑散であり、なおかつ後方に路線バスがまったく無い場合には、その指定通行帯を通れる（違反とならない）と言うことである。専用通行帯の場合は交通状況に関係なく専用通行帯以外の通行帯を原則通らねばならない。
規制対象の自動車は、他の法令による規制（他の道路標識等による指定を含む）に基いて、その道路の部分（だけ）を通行しなければならないとされている場合には、路線バス優先通行帯の規制は適用されない。具体例としては次が挙げられる。
- 第1通行帯に設けられた場合で、その道路における自動車の最高速度より著しい低速で通行し他の自動車の妨げとなる自動車[注 12][22]、または小型特殊自動車であるため、原則として第1通行帯以外の通行帯を通行できない場合[注 16]
- 法第20条第1項の通則の例外となるような場合
- 他の専用通行帯などの規制など
- 「道路の状況その他の事情によりやむを得ないとき」（駐停車車両や道路工事等を避ける場合が含まれると解される）

なおこの規制における路線バス等とは、以下のものを言う。
1. 一般乗合旅客自動車運送事業者の路線定期運行に供用する自動車（いわゆる路線バス[注 7]）
2. 通学・通園バス（スクールバス、専ら小学校、中学校、盲学校、聾学校、養護学校、幼稚園又は保育所に通う児童、生徒又は幼児を運送するために使用する自動車で、車両の保安基準に関する規定で定めるところにより、その旨を表示しているもの。自家用自動車でも良い）
3. 都道府県・方面公安委員会が指定した事業用自動車[23]

### 大会関係車両等専用通行帯、優先通行帯
2020年東京オリンピック・2020年東京パラリンピックの選手や大会関係者、必要物資などを大会会場などに輸送する、都道府県及び方面公安委員会が指定した事業用自動車を特に「大会関係車両等」とし、路線バス専用通行帯または路線バス等優先通行帯と同様の規制が2020年7月1日から2020年9月30日までの期限付きで行われる。道路標識、区画線及び道路標示に関する命令の一部を改正する命令（令和2年3月27日内閣府・国土交通省令第1号）による標識令の改正により導入される。

## 進行方向別通行区分

進行方向別通行区分（327の7-A）

進行方向別通行区分（327の7-B）

車両が交差点において直進、左折または右折する場合において、「進行方向別通行区分」の道路標識等（327の7、110）がある場合には、その区分に従い、あらかじめその指定された車両通行帯を通行しなければならない。道路交通法第35条第1項（指定通行区分）により規定される。
この規定には例外があり、以下の場合には上記の規制は適用されない。
1. 自転車等の軽車両及び特定小型原動機付自転車が交差点を通行（直進・右左折）する場合[27]。
2. 交通整理の行われている交差点において「原動機付自転車の右折方法（2段階）」（327の8）の道路標識があるか、または交差点において右左折車線（右左折通行帯）も含めて道路の片側（一方通行では道路）に3以上の通行帯がある場合に、原動機付自転車が、同法第34条第5項の規定によりその交差点で右折（二段階右折）または左折する場合。
3. 「道路の損壊、道路工事その他の障害のためやむを得ないとき」。駐停車車両や道路工事等を避ける場合が含まれると解される。